# مطار ميامي الدولي
مطار ميامي الدولي (بالإنجليزية: Miami International Airport)(إياتا: MIA، إيكاو: KMIA، معرف الموقع إف إيه إيه: MIA) هو المطار الرئيسي في ميامي الذي يقع على بعد 8 أميال (13 كيلومتر) إلى الشمال الغربي من وسط الحي التجاري في ميامي بولاية فلوريدا، الولايات المتحدة. وقد افتتح المطار أمام الرحلات الجوية في عام 1928.
أصبح مطار ميامي الدولي في عام 2021 أكثر مطارات الشحن الدولية ازدحامًا في الولايات المتحدة وأكثر بوابة الولايات المتحدة ازدحامًا بالركاب الدوليين متجاوزًا مطار جون إف كينيدي الدولي في مدينة نيويورك. هو المطار العاشر من أكثر المطارات ازدحامًا في الولايات المتحدة حيث يبلغ عدد الركاب 17,500,096 مسافرًا في العام 2021. هو أكثر مطارات فلوريدا ازدحامًا من حيث عدد الرحلات والبضائع وعدد الركاب.
المطار مبني مساحة 1335 هكتارًا (3300 فدانًا). وهو المطار الرئيسي في جنوب فلوريدا للرحلات الدولية الطويلة ومركز رحلات جنوب شرق الولايات المتحدة إلى الأمريكتين وأوروبا وأفريقيا وآسيا. هو أكبر بوابة بين الولايات المتحدة وأمريكا اللاتينية ومنطقة البحر الكاريبي وواحد من أكبر مراكز الطيران في البلاد.

## المرافق
مطار ميامي الدولي يغطي مساحة 3,300 هكتار (1,335 هكتار) والتي تتضمن أربعة مدارج:
- مدرج 8L/26R: 8,600 x 150 قدم (2,621 x 46 ملم)، أسفلتي
- مدرج 8R/26L: 10,506 x 200 قدم (3,202 x 61 ملم)، أسفلتي
- مدرج 9/27: 13,000 x 150 قدم (3,962 x 46 ملم)، أسفلتي
- مدرج 12/30: 9,354 x 150 قدم (2,851 x 46 ملم)، أسفلتي

يتم توفير الحماية من الحريق في المطار، بواسطة قسم ميامي داد للاطفاء والإنقاذ (بالإنجليزية: Miami-Dade Fire Rescue Department) عبر 12 محطة دفاع مدني.

## النقل البري
مطار ميامي الدولي وفر مواصلات مباشرة لوسائل النقل العام وتقدم أيضا من وإلى مطار ميامي ومحطات السكك الحديدية وقطارات الضواحي. كل المحطات الفرعية على مسافة 5 دقائق من المحطة الرئيسية.وتوفر أيضا سيارات الاجرة (لتاكسي)

## شركات الطيران والوجهات

### المسافرون
| شركـات طيـران                   | الوجهات | Refs   |
| ------------------------------- | --- | ------ |
| أير لينغس                       | موسمي: مطار دبلن الدولي | [ 11 ] |
| الخطوط الجوية الأرجنتينية       | مطار منيسترو بيستاريني الدولي | [ 12 ] |
| طيران المكسيك                   | مطار بينيتو خواريز الدولي | [ 13 ] |
| طيران كندا                      | مطار مونتريال الدولي، مطار تورونتو بيرسون الدولي، مطار فانكوفر الدولي | [ 14 ] |
| طيران أوروبا                    | مطار مدريد باراخاس الدولي | [ 15 ] |
| الخطوط الجوية الفرنسية          | مطار باريس شارل ديغول، Pointe-à-Pitre | [ 16 ] |
| طيران ترانسات                   | مطار مونتريال الدولي | [ 17 ] |
| خطوط آلاسكا الجوية              | مطار بورتلاند الدولي (تبدأ في 17 نوفمبر 2023)، مطار سياتل تاكوما الدولي | [ 19 ] |
| الخطوط الجوية الأمريكية         | أنتيغوا، مطار الملكة بياتريس الدولي، مطار هارتسفيلد جاكسون، مطار أوستن برغستروم الدولي، مطار بالتيمور واشنطن الدولي، باربادوس، مطار برشلونة الدولي، Barranquilla، Belize City ‏، برمودا، مطار إلدورادو الدولي، بونير، مطار لوجان الدولي، مطار منيسترو بيستاريني الدولي، Cali، Camagüey، Cancún، Cartagena، مطار شارلوت دوغلاس الدولي، مطار أوهير الدولي، Cleveland، Cozumel، كوراساو، مطار دالاس فورت ورث الدولي، مطار دنفر الدولي، مطار ديترويت، Georgetown–Cheddi Jagan ‏، مطار أوين روبرتس الدولي، غرينادا، Guatemala City، Guayaquil، Hartford، مطار خوسيه مارتي الدولي، Holguín، مطار جورج بوش الدولي، مطار إنديانابوليس الدولي، مطار جاكسونفيل الدولي، Kansas City ‏، مطار نورمان مانلي الدولي، مطار هاري ريد الدولي، Liberia (CR) ‏، مطار خورخي تشافيز الدولي، مطار لندن هيثرو، مطار لوس أنجلوس الدولي، مطار مدريد باراخاس الدولي، مطار أوغوستو ساندينو الدولي، مطار خوسية ماريا كوردوفا الدولي، مطار ممفيس الدولي، Mérida، مطار بينيتو خواريز الدولي، مطار منيابولس سانت بول الدولي، مطار سانجستر الدولي، مطار مونتريال الدولي، مطار ناشفيل الدولي، Nassau، مطار نيوآرك ليبرتي الدولي، مطار نيو أورلينز لويس أرمسترونغ الدولي، مطار جون إف كينيدي الدولي، مطار لاغوارديا، Norfolk، Orange County ‏ (تبدأ في 8 يناير 2024)، مطار أورلاندو الدولي، مطار توكومين الدولي، Pereira، مطار فيلادلفيا الدولي، مطار فينيكس سكاي هاربر الدولي، Port-au-Prince، Port of Spain، مطار بورتلاند الدولي، Providenciales، Puerto Plata ‏، Punta Cana ‏، مطار ماريسكال سوكري الدولي، Raleigh/Durham، Richmond، مطار ريو دي جانيرو الدولي، Roatán، Sacramento (تبدأ في 20 ديسمبر 2023)، St. Croix ‏، St. Kitts ‏، مطار سانت لويس الدولي، St. Lucia–Hewanorra ‏، مطار الأميرة جوليانا الدولي، St. Thomas ‏، St. Vincent–Argyle ‏، مطار سان أنطونيو الدولي، مطار سان دييغو الدولي، مطار سان فرانسيسكو الدولي، مطار خوان سانتاماريا الدولي، مطار لويس مارين مونيوز، San Pedro Sula ‏، مطار إل سلفادور الدولي، Santa Clara ‏، مطار أرتورو ميرينو بينيتيز الدولي، Santiago de Cuba ‏، Santiago de los Caballeros ‏، مطار لاس أمريكا الدولي، مطار غواروليوس الدولي، مطار سياتل تاكوما الدولي، مطار تامبا الدولي، مطار كوماياغوا الدولي، مطار تورونتو بيرسون الدولي، Varadero، مطار رونالد ريغان الوطني موسمي: Asheville، Charleston (SC) ‏، Cincinnati، Eagle/Vail، Louisville، مطار كاراسكو الدولي، Omaha، مطار باريس شارل ديغول، مطار سولت ليك سيتي الدولي | [ 24 ] |
| إمريكان إيغل                    | أنجويلا، Asheville، مطار هارتسفيلد جاكسون، مطار أوستن برغستروم الدولي، Birmingham (AL) ‏، Charleston (SC) ‏، Chattanooga، Cincinnati، Cleveland، Columbus–Glenn، Dominica–Douglas-Charles، Fayetteville/Bentonville، Fort-de-France، Freeport، Gainesville، George Town ‏، Governor’s Harbour ‏ (تبدأ في 3 فبراير 2024)، Greensboro، Greenville/Spartanburg، مطار جورج بوش الدولي، مطار إنديانابوليس الدولي، مطار جاكسونفيل الدولي، Key West ‏، Knoxville، Louisville، Marsh Harbour ‏، مطار ممفيس الدولي، Milwaukee، Monterrey، مطار ناشفيل الدولي، Nassau، مطار نيو أورلينز لويس أرمسترونغ الدولي، North Eleuthera ‏، Ocho Rios ‏ (تبدأ في 24 فبراير 2024)، Oklahoma City ‏، Pensacola، مطار بيتسبرغ الدولي ‏، Pointe-à-Pitre، Raleigh/Durham، Rochester (NY) ‏، Savannah، Tallahassee، Tulsa موسمي: Albany، مطار بالتيمور واشنطن الدولي، مطار بوفالو نياغارا الدولي ‏ (تبدأ في 11 نوفمبر 2023)، Cedar Rapids/Iowa City ‏ (تبدأ في 11 نوفمبر 2023)، Columbia (SC) ‏، Des Moines ‏، Grand Rapids ‏، Kansas City ‏، Lexington (تبدأ في 11 نوفمبر 2023)، مطار كلينتون الوطني، Madison، Norfolk، Portland (ME) ‏، Syracuse، مطار تامبا الدولي، Tortola، White Plains ‏، Wichita (تبدأ في 11 نوفمبر 2023)، Wilmington (NC) ‏ (تبدأ في 11 نوفمبر 2023) | [ 24 ] |
| أفيانكا                         | Barranquilla، مطار إلدورادو الدولي، Cali، Cartagena، مطار خوسية ماريا كوردوفا الدولي | [ 26 ] |
| أفيانكا السلفادور               | مطار أوغوستو ساندينو الدولي، مطار إل سلفادور الدولي | [ 26 ] |
| Bahamasair                      | Nassau، San Salvador (Bahamas) ‏ | [ 27 ] |
| Boliviana de Aviación           | Santa Cruz de la Sierra–Viru Viru ‏ | [ 28 ] |
| الخطوط الجوية البريطانية        | مطار لندن هيثرو | [ 29 ] |
| Caribbean Airlines              | Port of Spain | [ 30 ] |
| Cayman Airways                  | Cayman Brac ‏، مطار أوين روبرتس الدولي | [ 31 ] |
| كوندور للطيران                  | موسمي: مطار فرانكفورت (تبدأ في 18 مايو 2024) | [ 33 ] |
| خطوط كوبا الجوية                | مطار توكومين الدولي | [ 34 ] |
| خطوط دلتا الجوية                | مطار هارتسفيلد جاكسون، مطار لوجان الدولي، مطار ديترويت، مطار خوسيه مارتي الدولي، مطار لوس أنجلوس الدولي، مطار منيابولس سانت بول الدولي، Nassau، مطار جون إف كينيدي الدولي، مطار لاغوارديا، مطار أورلاندو الدولي، Raleigh/Durham، مطار سولت ليك سيتي الدولي، مطار رونالد ريغان الوطني | [ 36 ] |
| Eastern Airlines                | مطار لاس أمريكا الدولي | [ 37 ] |
| إل عال                          | مطار بن غوريون الدولي | [ 38 ] |
| طيران الإمارات                  | مطار دبي الدولي | [ 39 ] |
| فين إير                         | موسمي: مطار هلسنكي فانتا | [ 40 ] |
| فرينش بي                        | مطار باريس أورلي | [ 41 ] |
| خطوط فرونتير الجوية             | مطار هارتسفيلد جاكسون، مطار بالتيمور واشنطن الدولي، Cancún، مطار ميدواي الدولي، Cincinnati، مطار دالاس فورت ورث الدولي، مطار دنفر الدولي، Guatemala City، مطار سانجستر الدولي، مطار فيلادلفيا الدولي، مطار خوان سانتاماريا الدولي، مطار لويس مارين مونيوز موسمي: Cleveland، مطار لاس أمريكا الدولي (تبدأن في 16 نوفمبر 2023) | [ 43 ] |
| Gol Transportes Aéreos          | مطار برازيليا الدولي، Fortaleza موسمي: Manaus | [ 44 ] |
| أيبيريا (شركة طيران)            | مطار مدريد باراخاس الدولي | [ 45 ] |
| إيتا (شركة طيران)               | مطار ليوناردو دا فينشي | [ 46 ] |
| خطوط جيت بلو الجوية             | مطار لوجان الدولي، مطار لوس أنجلوس الدولي، مطار نيوآرك ليبرتي الدولي، مطار جون إف كينيدي الدولي موسمي: Hartford | [ 47 ] |
| الخطوط الجوية الملكية الهولندية | موسمي: مطار سخيبول أمستردام | [ 48 ] |
| لاتام البرازيل                  | Fortaleza، مطار غواروليوس الدولي | [ 49 ] |
| خطوط لان الجوية                 | مطار إلدورادو الدولي، Punta Cana ‏، مطار أرتورو ميرينو بينيتيز الدولي | [ 49 ] |
| لاتام كولومبيا                  | مطار إلدورادو الدولي، مطار خوسية ماريا كوردوفا الدولي | [ 49 ] |
| لاتام الإكوادور                 | مطار ماريسكال سوكري الدولي | [ 49 ] |
| لاتام بيرو                      | مطار خورخي تشافيز الدولي | [ 49 ] |
| Level                           | مطار برشلونة الدولي (تبدأ في 31 مارس 2024) | [ 51 ] |
| خطوط لوت الجوية البولندية       | مطار وارسو فريدريك شوبان | [ 52 ] |
| لوفتهانزا                       | مطار فرانكفورت موسمي: مطار ميونخ الدولي | [ 53 ] |
| خطوط نورس أتلانتيك الجوية       | مطار برلين براندنبرغ (تبدأ في 14 ديسمبر 2023)، مطار غاتويك، Oslo، مطار باريس شارل ديغول (تبدأ في 11 ديسمبر 2023) | [ 55 ] |
| Porter Airlines                 | مطار تورونتو بيرسون الدولي (تبدأ في 12 ديسمبر 2023) | [ 57 ] |
| الخطوط الجوية القطرية           | مطار حمد الدولي | [ 58 ] |
| RED Air                         | La Romana ‏ | [ 59 ] |
| الخطوط الملكية المغربية         | مطار محمد الخامس الدولي | [ 60 ] |
| الخطوط الجوية الإسكندنافية      | موسمي: مطار كوبنهاغن، مطار ستوكهولم أرلاندا | [ 61 ] |
| Sky Airline Peru                | مطار خورخي تشافيز الدولي | [ 62 ] |
| Sky High ‏                       | Punta Cana ‏، Santiago de los Caballeros ‏، مطار لاس أمريكا الدولي | [ 64 ] |
| خطوط ساوث ويست الجوية           | مطار هارتسفيلد جاكسون، مطار أوستن برغستروم الدولي، مطار بالتيمور واشنطن الدولي، مطار ميدواي الدولي، Dallas–Love، مطار دنفر الدولي، Houston–Hobby، مطار ناشفيل الدولي، مطار نيو أورلينز لويس أرمسترونغ الدولي، مطار سانت لويس الدولي | [ 65 ] |
| خطوط سبيريت الجوية              | مطار هارتسفيلد جاكسون، مطار بالتيمور واشنطن الدولي، مطار لوجان الدولي، مطار شارلوت دوغلاس الدولي، مطار أوهير الدولي، Cleveland، مطار دالاس فورت ورث الدولي، مطار دنفر الدولي (تنتهي في 9 يناير 2024)، مطار ديترويت، مطار جورج بوش الدولي، مطار هاري ريد الدولي، مطار منيابولس سانت بول الدولي (تستأنف في 4 ديسمبر 2023)، مطار ناشفيل الدولي، مطار نيوآرك ليبرتي الدولي، مطار نيو أورلينز لويس أرمسترونغ الدولي، مطار لاغوارديا، مطار فيلادلفيا الدولي، مطار بيتسبرغ الدولي ‏ (تبدأ في 15 نوفمبر 2023)، مطار لويس مارين مونيوز | [ 70 ] |
| خطوط بلاد الشمس الجوية          | موسمي: مطار منيابولس سانت بول الدولي | [ 71 ] |
| خطوط سورينام الجوية             | Georgetown–Cheddi Jagan ‏، Paramaribo | [ 72 ] |
| الخطوط الجوية الدولية السويسرية | مطار زيورخ الدولي | [ 73 ] |
| تاب برتغال                      | مطار لشبونة | [ 74 ] |
| الخطوط الجوية التركية           | مطار إسطنبول الدولي | [ 75 ] |
| الخطوط الجوية المتحدة           | مطار أوهير الدولي، مطار دنفر الدولي، مطار جورج بوش الدولي، مطار نيوآرك ليبرتي الدولي، مطار سان فرانسيسكو الدولي، مطار واشنطن دولس الدولي | [ 76 ] |
| خطوط فيرجن أتلانتيك الجوية      | مطار لندن هيثرو | [ 77 ] |
| Viva Aerobus                    | Mérida (تبدأ في 2 يوليو 2024)، Monterrey (تستأنف في 24 يوليو 2024) | [ 80 ] |
| Volaris                         | مطار غوادالاخارا الدولي، مطار بينيتو خواريز الدولي | [ 81 ] |
| Volaris El Salvador             | San Pedro Sula ‏، مطار إل سلفادور الدولي | [ 82 ] |

### الشحن
| شركـات طيـران                                         | الوجهات | Refs   |
| ----------------------------------------------------- | --- | ------ |
| 21 Air                                                | مطار إلدورادو الدولي، مطار توكومين الدولي |        |
| Air ACT                                               | مطار إسطنبول الدولي، مطار جون إف كينيدي الدولي |        |
| طيران إيه بي أكس                                      | مطار إلدورادو الدولي، Cincinnati، Georgetown، مطار توكومين الدولي، Port of Spain | [ 83 ] |
| AeroUnion                                             | مطار إلدورادو الدولي، Guatemala City، مطار خوسية ماريا كوردوفا الدولي،Mérida، مطار بينيتو خواريز الدولي، مطار فيليبي أنجيليس الدولي، مطار خوان سانتاماريا الدولي | [ 84 ] |
| Air Canada Cargo                                      | مطار هارتسفيلد جاكسون، مطار إلدورادو الدولي، مطار خورخي تشافيز الدولي، مطار ماريسكال سوكري الدولي، مطار تورونتو بيرسون الدولي |        |
| Amazon Air                                            | مطار بالتيمور واشنطن الدولي، مطار شيكاغو روكفورد الدولي، Cincinnati، Fort Worth/Alliance ‏، مطار جورج بوش الدولي، Ontario |        |
| Ameriflight                                           | Cancún، Key West ‏، Mérida |        |
| Amerijet International                                | أنتيغوا، مطار الملكة بياتريس الدولي، باربادوس، مطار بروكسل الدولي، Belize City ‏، Cancún، كوراساو، El Paso ‏، Fort-de-France، Georgetown–Cheddi Jagan ‏، غرينادا، مطار نورمان مانلي الدولي، مطار أوغوستو ساندينو الدولي، مطار خوسية ماريا كوردوفا الدولي، مطار بينيتو خواريز الدولي، مطار فيليبي أنجيليس الدولي، Mérida، Ontario (CA)، مطار توكومين الدولي، Paramaribo، Port-au-Prince، Port of Spain، St. Kitts ‏، St. Lucia-Hewanorra ‏، St. Vincent-Argyle ‏، مطار لويس مارين مونيوز، San Pedro Sula ‏، مطار إل سلفادور الدولي، Santiago de los Caballeros ‏، مطار لاس أمريكا الدولي، مطار الأميرة جوليانا الدولي، Toledo موسمي: مطار ممفيس الدولي | [ 84 ] |
| طيران أطلس                                            | مطار سخيبول أمستردام، مطار تيد ستيفنز أنكوراج الدولي، مطار إلدورادو الدولي، مطار منيسترو بيستاريني الدولي، Campinas، Manaus، مطار ممفيس الدولي، مطار بينيتو خواريز الدولي، مطار فيليبي أنجيليس الدولي، مطار جون إف كينيدي الدولي، مطار ماريسكال سوكري الدولي، مطار أرتورو ميرينو بينيتيز الدولي، مطار غواروليوس الدولي، مطار إنتشون الدولي، مطار سرقسطة | [ 84 ] |
| أفيانكا للشحن ‏                                        | مطار سخيبول أمستردام، مطار سيلفيو بيتيروسي الدولي، Baranquilla، مطار إلدورادو الدولي، Cali، Curitiba، مطار خورخي تشافيز الدولي، Manaus، مطار خوسية ماريا كوردوفا الدولي، مطار توكومين الدولي، مطار ماريسكال سوكري الدولي، مطار خوان سانتاماريا الدولي، مطار إل سلفادور الدولي، مطار لاس أمريكا الدولي | [ 84 ] |
| Cargojet Airways                                      | مطار إلدورادو الدولي، Campinas، Cincinnati، Guatemala City، Hamilton (ON) ‏، مطار توكومين الدولي، San Pedro Sula ‏، مطار خوان سانتاماريا الدولي، مطار لاس أمريكا الدولي |        |
| كارغولوكس                                             | مطار جورج بوش الدولي، مطار لوكسمبورغ، مطار ماريسكال سوكري الدولي | [ 84 ] |
| كاثي باسيفيك                                          | مطار تيد ستيفنز أنكوراج الدولي، مطار هارتسفيلد جاكسون، مطار جورج بوش الدولي | [ 84 ] |
| الخطوط الجوية الصينية                                 | مطار تيد ستيفنز أنكوراج الدولي، مطار لوس أنجلوس الدولي، مطار سياتل تاكوما الدولي | [ 84 ] |
| دي إتش إل للطيران                                     | مطار تيد ستيفنز أنكوراج الدولي، مطار هارتسفيلد جاكسون، مطار إلدورادو الدولي، مطار بروكسل الدولي، مطار منيسترو بيستاريني الدولي، Campinas، Cincinnati، Greensboro، Guatemala City، مطار مدريد باراخاس الدولي، مطار ناشفيل الدولي، مطار أورلاندو الدولي، مطار توكومين الدولي، مطار خوان سانتاماريا الدولي، San Pedro Sula ‏، مطار أرتورو ميرينو بينيتيز الدولي، مطار إنتشون الدولي | [ 84 ] |
| الإمارات للشحن الجوي                                  | مطار ماريسكال سوكري الدولي |        |
| الخطوط الجوية الإثيوبية                               | مطار أديس أبابا بولي الدولي، مطار إلدورادو الدولي، مطار بروكسل الدولي، مطار مورتالا محمد الدولي، مطار لييج، مطار سرقسطة | [ 84 ] |
| فيديكس إكسبرس                                         | مطار هارتسفيلد جاكسون، مطار إلدورادو الدولي، مطار إنديانابوليس الدولي، مطار لوس أنجلوس الدولي، مطار خوسية ماريا كوردوفا الدولي، مطار ممفيس الدولي، مطار نيوآرك ليبرتي الدولي، مطار لويس مارين مونيوز | [ 84 ] |
| فيديكس إكسبرس                                         | Freeport، Guatemala City، مطار نورمان مانلي الدولي، Mérida، Nassau، San Pedro Sula ‏، مطار إل سلفادور الدولي | [ 84 ] |
| IBC Airways                                           | Cap–Haïtien، Freeport، مطار أوين روبرتس الدولي، مطار خوسيه مارتي الدولي، مطار نورمان مانلي الدولي، مطار سانجستر الدولي، Nassau، Port-au-Prince، Providenciales، Santiago de los Caballeros ‏، Varadero | [ 84 ] |
| طيران كاليتا                                          | مطار منيسترو بيستاريني الدولي، Campinas، Cincinnati، مطار جورج بوش الدولي |        |
| الخطوط الجوية الملكية الهولندية operated by Martinair | مطار سخيبول أمستردام، مطار إلدورادو الدولي، Campinas، Guatemala City، مطار خورخي تشافيز الدولي، مطار أرتورو ميرينو بينيتيز الدولي | [ 84 ] |
| كوريا للطيران                                         | مطار تيد ستيفنز أنكوراج الدولي، Campinas، مطار خورخي تشافيز الدولي، مطار جون إف كينيدي الدولي، مطار إنتشون الدولي | [ 84 ] |
| LATAM Cargo Brasil                                    | مطار سيلفيو بيتيروسي الدولي، Belo Horizonte–Confins ‏، Cabo Frio ‏، Campinas، Curitiba، Manaus، مطار توكومين الدولي، Porto Alegre، مطار ريو دي جانيرو الدولي، Salvador، São José dos Campos ‏، مطار غواروليوس الدولي، Vitória |        |
| لاتام للشحن تشيلي ‏                                    | مطار سخيبول أمستردام، مطار إلدورادو الدولي، مطار منيسترو بيستاريني الدولي، Campinas، Ciudad del Este ‏، Guatemala City، مطار خورخي تشافيز الدولي، مطار كاراسكو الدولي، مطار أرتورو ميرينو بينيتيز الدولي |        |
| LATAM Cargo Colombia                                  | مطار سيلفيو بيتيروسي الدولي، Barranquilla، مطار إلدورادو الدولي، Campinas، Cali، Florianópolis، Guatemala City، مطار هنتسفيل الدولي، مطار خورخي تشافيز الدولي، Manaus، مطار توكومين الدولي، مطار ماريسكال سوكري الدولي، مطار أرتورو ميرينو بينيتيز الدولي، مطار سرقسطة |        |
| الشحن الجوي ماس                                       | مطار غوادالاخارا الدولي، مطار لوس أنجلوس الدولي، مطار بينيتو خواريز الدولي، مطار توكومين الدولي | [ 84 ] |
| الخطوط الجوية الوطنية (الولايات المتحدة)              | مطار تيد ستيفنز أنكوراج الدولي |        |
| Northern Air Cargo                                    | باربادوس، Georgetown—Cheddi Jagan، مطار نورمان مانلي الدولي، مطار خورخي تشافيز الدولي، Paramaribo، Port of Spain، مطار لويس مارين مونيوز |        |
| الخطوط الجوية القطرية                                 | مطار حمد الدولي، مطار لييج، مطار ماريسكال سوكري الدولي |        |
| Sky Lease Cargo                                       | مطار إلدورادو الدولي، مطار سياتل تاكوما الدولي |        |
| Transportes Aéreos Bolivianos                         | Santa Cruz de la Sierra–Viru Viru ‏ | [ 84 ] |
| الخطوط الجوية التركية                                 | مطار إلدورادو الدولي، مطار جورج بوش الدولي، مطار إسطنبول الدولي، مطار ماستريخت آخن، مطار مدريد باراخاس الدولي، مطار غواروليوس الدولي | [ 84 ] |
| خطوط يو بي إس الجوية                                  | مطار هارتسفيلد جاكسون، مطار إلدورادو الدولي، Campinas، Cedar Rapids/Iowa City ‏، مطار أوهير الدولي، مطار دالاس فورت ورث الدولي، Fort Lauderdale ‏، Guatemala City، Guayaquil، مطار جاكسونفيل الدولي، Knoxville، Louisville، مطار أوغوستو ساندينو الدولي، مطار ممفيس الدولي، Ontario (CA)، مطار أورلاندو الدولي، مطار توكومين الدولي، Peoria، مطار فيلادلفيا الدولي، مطار ماريسكال سوكري الدولي، مطار سان أنطونيو الدولي، مطار خوان سانتاماريا الدولي، مطار لاس أمريكا الدولي، Springfield/Branson، مطار بالم بيتش الدولي موسمي: مطار تامبا الدولي                                                                                               | [ 84 ] |
| Western Global Airlines                               | مطار إلدورادو الدولي، Ciudad del Este ‏، مطار كاراسكو الدولي، مطار أرتورو ميرينو بينيتيز الدولي |        |
| WestJet Cargo                                         | مطار تورونتو بيرسون الدولي | [ 85 ] |
| XCargo                                                | مطار نورمان مانلي الدولي |        |

## الإحصائيات

### أشهر الوجهات
| الرتبة | المدينة                    | المسافرون | الناقل                                       |
| ------ | -------------------------- | --------- | -------------------------------------------- |
| 1      | مطار جون إف كينيدي الدولي  | 973,000   | الأمريكية، دلتا، جيت بلو                     |
| 2      | مطار هارتسفيلد جاكسون      | 962,000   | الأمريكية، دلتا، فرونتير، ساوث ويست، سبيريت  |
| 3      | مطار لاغوارديا             | 878,000   | الأمريكية، دلتا، فرونتير، سبيريت             |
| 4      | مطار نيوآرك ليبرتي الدولي  | 697,000   | الأمريكية، فرونتير، جيت بلو، سبيريت، المتحدة |
| 5      | مطار دالاس فورت ورث الدولي | 660,000   | الأمريكية، فرونتير، سبيريت                   |
| 6      | مطار لوس أنجلوس الدولي     | 620,000   | الأمريكية، دلتا، جيت بلو                     |
| 7      | مطار أوهير الدولي          | 610,000   | الأمريكية، سبيريت، المتحدة                   |
| 8      | مطار لوجان الدولي          | 589,000   | الأمريكية، دلتا، فرونتير، جيت بلو، سبيريت    |
| 9      | مطار فيلادلفيا الدولي      | 499,000   | الأمريكية، فرونتير، سبيريت                   |
| 10     | مطار رونالد ريغان الوطني   | 492,000   | الأمريكية، دلتا                              |

| الرتبة | المطار                          | المسافرون | الناقل                                              |
| ------ | ------------------------------- | --------- | --------------------------------------------------- |
| 1      | مطار بينيتو خواريز الدولي       | 818,337   | طيران المكسيك، الأمريكية، فولاريس                   |
| 2      | مطار إلدورادو الدولي            | 778,923   | الأمريكية، أفيانكا، لاتام، سبيريت                   |
| 3      | مطار توكومين الدولي             | 747,709   | الأمريكية، كوبا                                     |
| 4      | مطار لندن هيثرو                 | 655,379   | الأمريكية، الخطوط الجوية البريطانية، فيرجن أتلانتيك |
| 5      | مطار خورخي تشافيز الدولي        | 636,001   | الأمريكية، لاتام بيرو، سكاي بيرو                    |
| 6      | Cancún، Mexico                  | 633,301   | الأمريكية، فرونتير                                  |
| 7      | مطار مدريد باراخاس الدولي       | 612,246   | طيران أوروبا، الأمريكية، ايبيريا                    |
| 8      | مطار لاس أمريكا الدولي          | 608,474   | الأمريكية، فرونتير، سبيريت                          |
| 9      | مطار غواروليوس الدولي           | 559,960   | الأمريكية، لاتام البرازيل                           |
| 10     | مطار خوسية ماريا كوردوفا الدولي | 538,782   | الأمريكية، أفيانكا، سبيريت                          |

### شركات الطيران
| الرتبة | الناقل                  | المسافرون  | الحصة  |
| ------ | ----------------------- | ---------- | ------ |
| 1      | الخطوط الجوية الأمريكية | 16,367,000 | 57.76% |
| 2      | خطوط دلتا الجوية        | 2,644,000  | 9.33%  |
| 3      | خطوط سبيريت الجوية      | 2,268,000  | 8.01%  |
| 4      | إنفوي للطيران           | 1,866,000  | 6.58%  |
| 5      | خطوط ساوث ويست الجوية   | 1,730,000  | 6.11%  |

### عدد السنوي
شاهد source Wikidata query and sources.
| السنة | المسافرون  | السنة | المسافرون  | السنة | المسافرون  |
| ----- | ---------- | ----- | ---------- | ----- | ---------- |
| 2000  | 33,621,273 | 2010  | 35,698,025 | 2020  | 18,663,858 |
| 2001  | 31,668,450 | 2011  | 38,314,389 | 2021  | 37,302,456 |
| 2002  | 30,060,241 | 2012  | 39,467,444 | 2022  | 50,684,396 |
| 2003  | 29,595,618 | 2013  | 40,562,948 |       |            |
| 2004  | 30,165,197 | 2014  | 40,941,879 |       |            |
| 2005  | 31,008,453 | 2015  | 44,350,247 |       |            |
| 2006  | 32,553,974 | 2016  | 44,584,603 |       |            |
| 2007  | 33,740,416 | 2017  | 44,071,313 |       |            |
| 2008  | 34,063,531 | 2018  | 45,044,312 |       |            |
| 2009  | 33,886,025 | 2019  | 45,924,466 |       |            |

## بعض الحوادث
- يوم 25 أبريل عام 1951 شركة الطيران الكوبية رحلة رقم 493، DC-4 في طريقها من ميامي - فلوريدا إلى الهافانا - كوبا يصطدم في الجو مع القوات البحرية للولايات المتحدة ويقتل جميع 43 راكب الذين كانوا على متنها.
- في 1 فبراير عام 1957 من، ميامي متجهة شمال شرق ايرلاينز رحلة رقم 823 تحطمت لدى اقلاعها من نيويورك في مطار لاغوارديا.
- في 12 نيسان عام 1960 طلب جميع افراد الطاقم الثلاثة وأحد الركاب لشركة حق اللجوء السياسي بعد أن هبطت الطائرة في مطار ميامي الدولي.
- في 13 يناير عام 1982 تلقت فلوريدا للطيران خبر ان الرحلة رقم 90، وهي من طراز بوينغ 737 قد تحطمت في واشنطن العاصمة في طريقها إلى تامبا

## الاستخدام العسكري
بدأت القوات الجوية للجيش باستخدام مطار ميامي في سنة 1930، وبعد هجوم بيرل هاربور ودخول الولايات المتحدة إلى الحرب العالمية الثانية تم استخدام القوة الجوية في المطار لتصدي وتدمير الغواصات المعادية. بعد الحرب أصبح مطار ميامي المكان للعديد من البضائع وناقلات جند للوحدات الاحتياطة لجيش الولايات المتحدة. واستخدم المطار ايضًا من تموز/يوليو 1949 إلى شباط/فبراير 1951 ومرة أخرى من ديسمبر 1952 حتى ديسمبر 1958

## انظر ايضًا
- طيران عام
- طيران مدني
- إسعاف جوي

## وصلات خارجية
- موقع مطار ميامي الدولى على الإنترنت